# Prestfoss
Prestfoss es un pueblo de 434 habitantes según el censo de 2012. Es el centro administrativo del municipio de Sigdal, en la provincia de Buskerud, Noruega.